# Кальцій хлористий (фармакопейний)
По речовині див. Хлорид кальцію.
Кальцій хлористий (фармакопейний)[джерело?] (лат. Calcii chloridum, Calcium chloratum — CaCl2 — безбарвні, дуже гігроскопічні прозорі кристали гірко-солоного смаку, легко розчинні у воді.)

Іони кальцію утворюють з іонами магнію, фтору і оксалатом нетоксичні сполуки, що не всмоктуються в кишечнику.

## Склад і форма випуску
Кальцію хлорид — синтетичний препарат, містить 27 % кальцію. Активна речовина — кальцію хлорид.

Випускають: 10 % розчин в ампулах по 5 мл і 10 мл, в пачках по 10 ампул; 5 % і 10 % розчини для приймання всередину, по 200 мл у банці; щільно закриті флакони (препарат гігроскопічний).

## Лікувальні властивості
Кальцію хлорид поповнює дефіцит кальцію в організмі. Кальцій бере участь у формуванні кісткової тканини, в процесі згортання крові та регулювання проникності судинної стінки, необхідний для підтримки стабільної серцевої діяльності та скорочення скелетних і гладких м'язів, здійснення процесів передачі нервових імпульсів і нормальної діяльності інших органів і систем.
Бере безпосередню участь у переході протромбіну в тромбін, що прискорює зсідання крові.

## Показання до застосування кальцію хлориду
Недостатність функції паращитоподібних залоз і посилене виділення кальцію з організму (у тому числі при тривалому знерухомленні).
Як десенсибілізувальний засіб при алергічних захворюваннях (бронхіальна астма, кропив'янка, сироваткова хвороба, сінна лихоманка, шкірний свербіж, деякі дерматози), алергічні ускладнення, пов'язані з прийомом ліків та ін, часто в поєднанні з антигістамінними препаратами.
Як засіб, що зменшує проникність судинної стінки при запальних процесах, особливо при токсичному набряку легенів, викликаному дією задушливих ОР, при пневмонії, плевриті, явищах променевої хвороби, паренхіматозних гепатитах, нефриті та ін.
Шкірні захворювання (екзема, шкірний свербіж, псоріаз та ін.)
Токсичні ураження печінки, паренхіматозний гепатит; нефрит.
Як кровоспинний препарат (засіб, що сприяє згортанню крові при легеневих, шлунково-кишкових, маткових кровотечах).
Як протиотруту при отруєнні солями магнію, щавлевою кислотою, розчинними солями щавлевої і фтористоводневої кислот.
У поєднанні з іншими методами і засобами - для стимулювання пологової діяльності; при еклампсії. 
Для підвищення рівня вмісту в крові іонізованого кальцію при рахіті, спазмофілії та інших порушеннях обміну вітаміну D, тетанії.
Електрофорез хлориду кальцію (0,5-2,0% розчин) призначається з метою надання місцевого впливу та отримання рефлекторних реакцій враховуючи фармакологічні властивості кальцію: протизапальну, в'яжучу, знижуючу проникність стінок дрібних кровоносних судин дію; заспокоююче нервову систему і ін.

## Дозування
Кальцію хлорид приймають всередину після їжі у вигляді 5-10% розчину 2-4 рази на добу.
Дорослим призначають по 10-15 мл на прийом (1 десертна-1 столова ложка), дітям - по 5-10 мл (1-2 чайні ложки).
Парентерально кальцію хлорид можна вводити ін'єкційно (внутрішньовенно, вводиться повільно) по 5-15 мл 10% розчину.

## Побічна дія
При прийомі кальцію хлориду всередину можливі біль у верхній частині області сонячного сплетіння, печія; 
При внутрішньовенному введенні кальцію хлориду можливе відчуття жару спочатку в порожнині рота, а потім по всьому тілу, розвиток брадикардії, зниження артеріального тиску. При попаданні в підшкірну клітковину і в м'яз викликає сильне подразнення і некроз. При підвищеній швидкості внутрішньовенного введення можливі фібриляція шлуночків серця і зупинка серця.

## Протипоказання до застосування
Хлорид кальцію протипоказаний при вираженому атеросклерозі; станах, що привертають до тромбоутворення; підвищеному вмісті кальцію в крові.
Кальцію хлорид протипоказаний при гіперкальціємії (концентрація кальцію не повинна перевищувати 12 мг%) і фібриляції шлуночків. З обережністю кальцію хлорид потрібно застосовувати при саркоїдозі, нирковій або серцевій недостатності, у хворих, які приймають серцеві глікозиди, а також при дихальній недостатності (з огляду на здатність кальцію хлориду викликати ацидоз).
Препарат несумісний у розчинах з основними солями, фосфатами, карбонатами, сульфатами і саліцилатами. 

## Вагітність і лактація
Немає даних. 

## Взаємодія з алкоголем
Немає даних.

## Особливі вказівки
Розчини кальцію хлориду не можна вводити підшкірно або внутрішньом'язово, так як вони можуть викликати сильне подразнення і некроз тканин у місці ін'єкції. При попаданні розчину під шкіру - відсмоктати його шприцем і ввести в це місце 5-10 мл 25% розчину сульфату натрію (Na2SO4). 

При внутрішньовенному введенні кальцію хлориду з'являється відчуття жару спочатку в порожнині рота, а потім по всьому тілу, це є характерною особливістю препарату і не є побічним явищем. 

Для лікування алергічних захворювань рекомендується спільний прийом кальцію хлориду і антигістамінних препаратів (супрастин, тавегіл, Кларитин і т. д.).

## Умови зберігання
Зберігають в захищеному від вологи місці, банки з порошком слід зберігати в добре закритій тарі.